# Ван Омфаль, Антони Фредерик Ян Флорис Якоб
Антони Фредерик Ян Флорис Якоб барон Ван Омфаль (2 мая 1788, Тил, Гелдерланд — 8 июля 1863, Гаага) — голландский генерал-лейтенант и адъютант Виллема III. Он был награждён рыцарским званием военного ордена Вильгельма и прочими наградами.

## Семья
Антони Фредерик Ян Флорис Якоб ван Омфаль родился 2 мая 1788 года в Тиле в Голландской Республике. Он был сыном Дидерика ван Омфаля, лорда Изендорна (1752—1813), и его второй жены Вильгельмины Анны Корнелии де Паньет (1765—1806). Его отец и дед были офицерами и служили в армии республики Соединённых провинций, в войсках Генеральных штатов. Его предок Якоб фон Омфаль (1500—1557) был произведён в дворянское звание императором Священной Римской империи Фердинандом I. Сам Ван Омфаль был удостоен титула барона в 1834 году; он умер неженатым в 1863 году, не оставив наследника.

## Военная карьера
Ван Омфаль начал свою действительную военную службу в Голландском королевстве. В составе голландских экспедиционных сил в Испании он участвовал в битве при Сьюдад-Реаль. В 1810 году королевство было аннексировано Первой французской империей, а голландские войска были включены в состав французской армии. В результате этого в 1812 году Ван Омфаль принял участие во французском вторжении в Россию; он был одним из немногих выживших голландцев. Он был известен своей храбростью во время битвы при Лейпциге (16-18 октября 1813 года); в то время он был первым лейтенантом второго полка уланов императорской гвардии Наполеона I.
После поражения французов в 1814 году Ван Омфаль поступил на службу нового княжества Нидерландов. Он присутствовал в битве при Катр-Бра, где голландские войска блокировали наступление маршала Нея, а два дня спустя — в битве при Ватерлоо. В 1815 году он был награждён военным орденом Вильгельма. 1 ноября 1825 года он был повышен до звания капитана, служил адъютантом генерал-лейтенанта Давида Хендрика Шассе. Ван Омфаль продолжал служить адъютантом у трёх королей: Виллема I, Виллема II и Виллема III. 1 сентября 1831 года он был произведён в подполковники, а после повышения до полковника в 1837 году командовал первым кирасирским полком. 1 августа 1851 года он был с почётом уволен из армии с пенсией и званием генерал-лейтенанта. В 1852 году король оказал честь Ван Омфалю, назначив его принять участие в похоронах герцога Веллингтона. Они были друзьями много лет; Веллингтон проводил ежегодный банкет 18 июня в честь Ватерлоо, на котором всегда присутствовал Ван Омфаль.
Ван Омфаль был Рыцарем Большого Креста Военного Ордена Вильгельма (1849), командором Ордена Дубовой Короны (1857), рыцарем Ордена Почетного легиона, командором Королевского Гвельфского Ордена и Ордена Данеброга, рыцарем Мальтийского ордена, кавалером ордена Святой Анны второго класса с бриллиантами, Ордена Красного орла второго класса, Ордена Меча с большим крестом, Ордена Святого Станислава первого класса и Великим офицером Ордена Леопольда I (1859). После увольнения он, среди прочего, занимал должность директора фонда для вдов и сирот офицеров армии.
Он умер в Гааге 8 июля 1863 года и был похоронен там на кладбище Eik en Duinen.